# Bokseklubben Pugilist
Bokseklubben Pugilist (BK Pugilist) er en bokseklub i Oslo. Klubben fik hovedsageligt medlemmer fra Grünerløkka og Torshov i Oslo. 
Amerikanksfødte Edgar Norman repræsenterede IF Ørnulf, før han var med i en udbrydergruppe, som blev til Bokseklubben Pugilist.

## Kendte medlemmer
- Conrad Christensen (1882–1950) bokser, gymnast og bryder
- Edgar Norman (1905–1977)
- Svein Øvergaard (1912–1986) bokser og jazzmusiker